# Faculté de design de Pontevedra
Pour un article plus général, voir Campus de Pontevedra.
La Faculté de design de Pontevedra est une faculté de design espagnole fondée en 2022 à Pontevedra et basée au centre-ville, unique en son genre dans le nord-ouest de l'Espagne.

## Histoire
Le processus de création de la faculté de design dans la ville de Pontevedra a été lancé en octobre 2020,
La Faculté de design de Pontevedra a été créée en 2022 par le décret 133/2022, du 7 juillet, dans son article 1,. Selon le décret susmentionné, la faculté est en mesure d'accueillir, outre le diplôme de design, d'autres diplômes futurs, tant de licence que de master, liés au domaine du design. S'il était initialement prévu que les cours débutent à la faculté en 2022 avec le démarrage de la licence en design, celui-ci a finalement été reporté en raison de retards dans les procédures administratives et débute finalement en septembre 2023.
Le siège provisoire initial de la Faculté de design est situé dans les étages du bâtiment de la Xunta de Galice cédés à des fins universitaires au centre de la ville de Pontevedra, au 47 de la rue Benito Corbal,. Il est prévu de construire un bâtiment spécifique qui abritera le siège définitif de la faculté dans le quartier Tafisa, sur la rive gauche du fleuve Lérez, sur la rive opposée à celle où se trouve le campus A Xunqueira. Jusqu'à la construction du nouveau bâtiment dans le quartier Tafisa, l'enseignement se déroule dans le bâtiment de la rue Benito Corbal ainsi que dans certains espaces partagés de la faculté des beaux-arts tels que les ateliers textiles.

## Formations
La faculté de design de Pontevedra propose des formations en Licence et Master dans les domaines du design et de la creátion.
- Licence en design (formation en 4 ans)[3]. Il s'agit d'un diplôme unique dans le système universitaire galicien. Deux orientations sont envisagées, l'une en design graphique et numérique et l'autre en création de mode, offrant une formation transversale basée sur des domaines de connaissance liés aux beaux-arts et aux domaines de la communication audiovisuelle, de l'informatique, de l'histoire de l'art, du design, de la sociologie ou de la didactique spéciale[10].

Comme études validant le deuxième cycle de l'enseignement supérieur, la faculté propose le master suivant:
- Master en design de mode et gestion créative. Le master est actuellement proposé à la faculté des beaux-arts de Pontevedra et sera rattaché à la faculté de design à partir de l'année universitaire 2023-2024[3].

## Activités
Dans la ville, des activités liées au design sont également organisées dans d'autres facultés du campus universitaire de Pontevedra, comme celles liées à la rencontre nationale du design organisée en octobre 2022.